# منطقه شمالی (غنا)
استان شمالی (به لاتین: Northern Region (Ghana) یک استان در غنا است که در شمال این کشور واقع شده‌است.

## خصوصیات
منطقه شمالی ۷۰٬۳۸۴ کیلومترمربع مساحت و ۲٬۴۷۹٬۴۶۱ نفر جمعیت دارد.